# Museu Municipal de Belles Arts de Barcelona

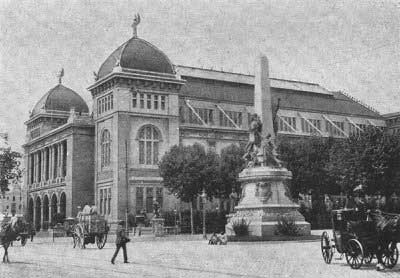
Primera seu del Museu Municipal de Belles Arts.

El Museu Municipal de Belles Arts de Barcelona fou un museu de la ciutat de Barcelona, ubicat al desaparegut Palau de les Belles Arts. El seu objectiu inicial era compilar les diferents col·leccions d'art de l'Ajuntament; i el seu primer president fou Josep Lluís Pellicer. La seva col·lecció fou la base de la futura col·lecció del Museu Nacional d'Art de Catalunya.

## Història
Després de l'Exposició Universal de 1888, més concretament el 18 de gener de 1890, es va crear una Comissió Municipal de Conservació dels edificis del Parc i del Foment dels Museus Municipals. Aquesta comissió va ser la responsable de la creació del museu.
El museu es va inaugurar el 1891 durant l'últim mandat de Rius i Taulet com a alcalde de Barcelona. El 1896 la col·lecció es va ubicar al Palau de la Indústria, del mateix Parc de la Ciutadella, per tornar a l'edifici inicial el 1898.
El 1915 la col·lecció es va traslladar a l'antic arsenal de la Ciutadella, actual Parlament de Catalunya, creant així el Museu d'Art i Arqueologia.
Quan, el 1934, es va inaugurar el Museu d'Art de Catalunya, les obres es van traslladar al Palau Nacional de Montjuïc, però quan va esclatar la guerra civil espanyola la col·lecció fou traslladada a Olot i Darnius.
El 1945, en tornar la col·lecció a Barcelona, ja no es va dur al Palau Nacional sinó que es va instal·lar al Palau de la Ciutadella i es va inaugurar un nou museu, que seria conegut amb el nom de Museu d'Art Modern. Anys més tard aquest museu també seria integrat en un altre, aquest cop el MNAC.